# Спартак (футбольный клуб, Киев)
Спартак — советский футбольный клуб из Киева. Основан в 1930 году под названием «Промкооперация». Последний раз упоминается в 1957 году.

## Наименования
- 1930 — «Промкооперация»
- 1935 — «Спартак»

## Достижения
- В первой лиге — 10 место (в зональном турнире второй группы 1949 год).
- В кубке СССР — поражение во 1/8 финала (1937).

## Известные тренеры
- Николай Бобков
- Михаил Печёный
- Михаил Путистин
- Константин Щегоцкий